# Wykroty, West Pomeranian Voivodeship
Wykroty [vɨˈkrɔtɨ] (tiếng Đức: Grünhof) là một khu định cư ở khu hành chính của Gmina Postomino, thuộc hạt Sławno, West Pomeranian Voivodeship, ở phía tây bắc Ba Lan. Nó nằm khoảng 3 kilômét (2 mi) phía đông Postomino, 15 km (9 mi) phía bắc Sławno và 186 km (116 mi) về phía đông bắc của thủ đô khu vực Szczecin.
Trước năm 1945, khu vực này là một phần của Đức. Đối với lịch sử của khu vực, xem Lịch sử của Pomerania.

## Cư dân đáng chú ý
- Werner Lorenz (1891 Từ1974), sĩ quan SS